# Aspidoscelis labialis
Aspidoscelis labialis es una especie de lagarto del género Aspidoscelis, familia Teiidae, orden Squamata. Su masa corporal es de aproximadamente 5,99 g.

## Distribución
Se distribuye por México, en Baja California.

## Taxonomía
Fue descrita por Stejneger en 1890.
Tratamiento taxonómico
La especie aparece registrada y publicada en Description of a new lizard from Lower California. Proc. US Natl. Mus. 12: 643-644.